# Stranje (gmina Šmarje pri Jelšah)
Stranje – wieś w Słowenii, w gminie Šmarje pri Jelšah. W 2018 roku liczyła 164 mieszkańców.